# Paris (Maine)
Paris is een plaats (town) in de Amerikaanse staat Maine, en valt bestuurlijk gezien onder Oxford County. South Paris is onderdeel van de plaats, en is de hoofdstad van Oxford County.

## Demografie
Bij de volkstelling in 2000 werd het aantal inwoners vastgesteld op 4793.

## Geografie
Volgens het United States Census Bureau beslaat de plaats een oppervlakte van
106,1 km², waarvan 105,6 km² land en 0,5 km² water.

## Plaatsen in de nabije omgeving
De onderstaande figuur toont nabijgelegen plaatsen in een straal van 32 km rond (South) Paris.

## Geboren
- Hannibal Hamlin (1809-1891), vicepresident van de Verenigde Staten, gouverneur van Maine, senator, ambassadeur en advocaat
- Horatio King (1811-1897), hoofd van de United States Postal Service
- Winfield Scott Ripley (1839-1924), dirigent, componist en kornettist